# Stiig Markager
Stiig Markager (født 6. august 1958) er en dansk forsker. Han er ansat som professor ved Aarhus Universitet og tilknyttet Institut for Bioscience og Arctic Research Centre.
Markager har en kandidatuddannelse fra Københavns Universitet (1978–1987) og en ph.d. fra Aarhus Universitet (1988–1992).
Han har udgivet artikler i emner såsom eutrofiering og fytoplankton.
I 2019 udgav Markager kommentaren "Debatten om udledningen af kvælstof er unødig polemisk" i Berlingske
og kronikken "Farvande oversvømmes af alger – og Landbrugspakken vil kun gøre ondt værre" i Ingeniøren.
Baseret på en NOVANA-rapport skrev han:
| „ | Den mængde kvælstof, som tilføres havet, er steget 700 tons pr. år siden 2010 (data fremgår af rapporten Vandløb 2017) efter at der er korrigeret for udsving i nedbør. Stigningen er statistisk signifikant. | “ |

Den danske landbrugsorganisation stævnede Markager for æreskrænkelse og en retssag kørte ved Retten i Hillerød i juni 2021.
Den 2. juli 2021 blev han frifundet for æreskrænkelse, og Bæredygtigt Landbrug skal betale sagens omkostninger..
I 2020 modtog Markager Danmarks Sportsfiskerforbunds Natur- og Miljøpris.